# Prospero (Kalifornia)
Prospero – miejscowość i obszar niemunicypalny w USA, w stanie Kalifornia, w hrabstwie Kern, na wysokości 126 m.